# William Smith (1728–1814)
William Smith (ur. 12 kwietnia 1728, zm. 27 marca 1814) – amerykański kupiec i polityk.
W latach 1789–1791 podczas pierwszej kadencji Kongresu Stanów Zjednoczonych był przedstawicielem czwartego okręgu wyborczego w stanie Maryland w Izbie Reprezentantów Stanów Zjednoczonych.